# 阿拉伯瞪羚
阿拉伯瞪羚（学名：Gazella arabica），是中东的一种瞪羚,體態優美，行動敏捷。

## 历史
在现代之前，人类对该物种的认识仅限于一具被误认在1825年于红海法拉桑群岛上采集到的选定模式标本，它们很长一段时间内被认为已经绝灭。2013年对选定模式标本进行的遗传学研究显示，该标本的头骨和毛皮并非源于同一个个体，而是属于山瞪羚（Gazella gazella）两支截然不同的支系，故必须将选定模式标本限制于其毛皮部分以确保命名的稳定性。随后的一项研究正式将Gazella arabica用于阿拉伯支系山瞪羚的学名，并将Gazella erlangeri归类为其异名。

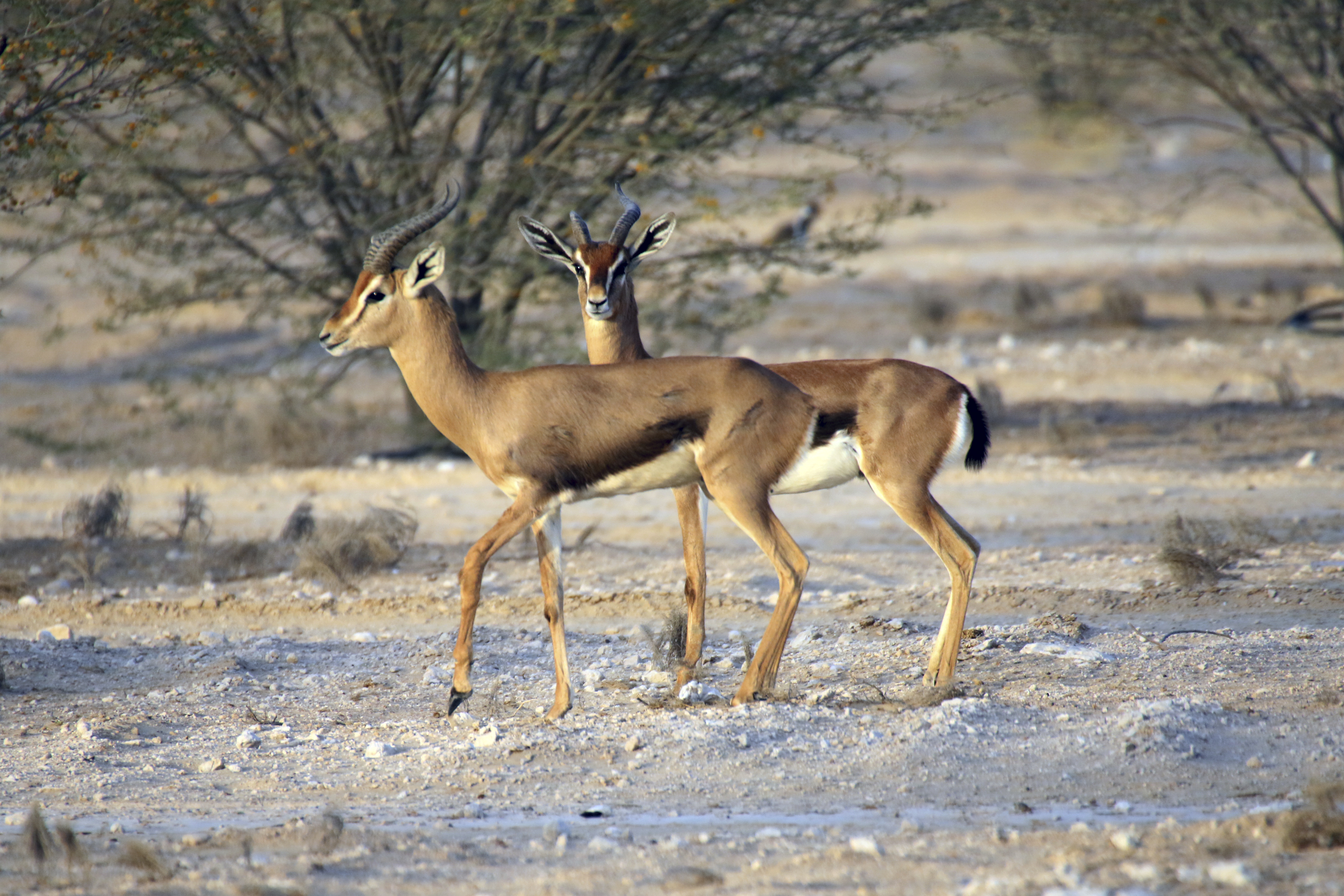
阿拉伯瞪羚

## 分布及栖息地
阿拉伯瞪羚分布于阿曼、沙特阿拉伯、阿拉伯联合酋长国以及也门，现时它们被引入到伊朗和伊斯兰共和国。
阿拉伯瞪羚生活在荒漠、半荒漠、丘陵、山区以及沿海平原中。法拉桑群岛群岛上的种群栖息于破碎的珊瑚沟壑和平坦的沙砾区域。它们主要在夜间觅食，其以莎草属植物为食并从露水中获取水分。

## 保护现状
阿拉伯瞪羚现时因为种群内成熟个体总数远低于10,000只，所有亚种群内成熟个体数量少于1,000且呈数量持续下降趋势而被世界自然保护联盟濒危物种红色名录列为易危物种。阿拉伯瞪羚受到的主要威胁在于以获取其肉和用于宠物饲养和私人收藏的活体为目的的非法狩猎，而其分布范围内众多区域的过度放牧问题也是该物种致危因素之一。